# Raphaël Ibañez
Raphaël Ibañez (* 17. Februar 1973 in Saugnac-et-Cambran, Landes) ist ein nicht mehr aktiver französischer Rugby-Union-Spieler, der auf der Position des Haklers eingesetzt wurde. Er war für die französische Nationalmannschaft und die englische Mannschaft Wasps RFC aktiv. Er war einer der bekanntesten Spieler seines Sports in Frankreich.
Raphaël Ibañez ist 1,78 m groß und wog zuletzt 102 kg.
Ibañez gab am 16. März 1996 sein Debüt für die französische Nationalmannschaft gegen Wales in Cardiff. Im Jahr 1998 wurde er Kapitän der französischen Nationalmannschaft. Er nahm an den Weltmeisterschaften 1999, 2003 und 2007 teil, wobei Frankreich 1999 das Finale erreichte und ansonsten jeweils im Halbfinale ausschied. 
Raphaël Ibañez nahm außerdem an zwei Five Nations Turnieren (1998, 1999), sowie an sechs Six Nations Turnieren (2000, 2001, 2002, 2003, 2006, 2007) für Frankreich teil.
Am 17. Februar 2009 beendete Raphaël Ibañez seine aktive Karriere im Alter von 36 Jahren.